# Wilson Gonçalves
Wilson Gonçalves (Cajazeiras, 6 de outubro de 1914 – Fortaleza, 12 de novembro de 2000) foi um advogado, professor, jurista, jornalista e político brasileiro que foi ministro do antigo Tribunal Federal de Recursos. Foi eleito prefeito do Crato e depois senador do estado do Ceará em 1959 

## Biografia
Filho de Zacarias Gonçalves da Silva e Adília Gonçalves Cavalcante. Bacharel em Direito em 1937 pela Universidade Federal do Ceará exerceu a advocacia no Ceará, Paraíba e Pernambuco até fixar residência em Crato onde foi secretário-geral da prefeitura e depois prefeito (1943-1945) graças ao interventor Menezes Pimentel. Ingressou no PSD sendo eleito deputado estadual em 1947, 1951 (pleito extemporâneo) e 1954 e vice-governador do estado em 1958 na chapa de Parsifal Barroso. Eleito senador em 1962 migrou para a ARENA após a deposição de João Goulart sendo reeleito em 1970. Em 22 de novembro de 1978 foi nomeado para o Tribunal Federal de Recursos pelo presidente Ernesto Geisel, fato que o levou a renunciar ao mandato. Em sua vaga foi efetivado Uchôa Lima.